# Barnekällagrottan
Barnekällagrottan eller Barnakälla grotta i Skåne öster om Ivösjön, var en tidigare grotta som numera har rasat igen. Grottan var en till sitt uppkomstsätt med Balsbergsgrottan analog grottbildning inom kritsystemets skalgruskalk, men betydligt mindre. Den var huvudsakligen bekant på grund av sin stora rikedom på väl bevarade kritfossil. Gerard Jakob De Geer, som upptäckt och beskrivit grottan, har anfört mer än 125 arter från densamma. Antalet ökade senare efter ytterligare insamlingar.
Grottans botten låg 5 meter lägre än dess ingång, och grottan var 15 meter lång.